# Кшече
Кшече (пол. Krzecze) — село в Польщі, у гміні Ґоньондз Монецького повіту Підляського воєводства.
Населення — 125 осіб (2011).
У 1975-1998 роках село належало до Ломжинського воєводства.

## Демографія
Демографічна структура станом на 31 березня 2011 року:
|          | Загалом | Допрацездатний вік | Працездатний вік | Постпрацездатний вік |
| -------- | ------- | ------------------ | ---------------- | -------------------- |
| Чоловіки | 61      | 11                 | 43               | 7                    |
| Жінки    | 64      | 14                 | 36               | 14                   |
| Разом    | 125     | 25                 | 79               | 21                   |